# Serra dos Piques

A Serra dos Piques é uma serra localizada no sertão central do estado do Ceará, situada no município de Boa Viagem.

## Clima e vegetação
O clima é o tropical quente semi-árido. A vegetação característica é floresta tropical pluvial, ou mata seca sazonal.